# 白根秀樹
白根 秀樹（しらね ひでき）は、日本の脚本家。元スタジオオルフェ所属。
同じくスタジオオルフェの黒田洋介シリーズ構成作品や、岩崎良明監督作品に参加することが多い。

## 作品リスト
太字はシリーズ構成を担当した作品。

### テレビアニメ
1997年
- 超特急ヒカリアン

1998年
- アンドロイド・アナ MAICO 2010

1999年
- デュアル!ぱられルンルン物語
- 臣士魔法劇場 リスキー☆セフティ

2001年
- あぃまぃみぃ!ストロベリー・エッグ

2002年
- 電光超特急ヒカリアン
- 天地無用! GXP
- 陸上防衛隊まおちゃん

2003年
- 瓶詰妖精
- ヤミと帽子と本の旅人
- まぶらほ

2004年
- せんせいのお時間
- ゾイドフューザーズ
- リングにかけろ1

2005年
- 極上生徒会
- 灼眼のシャナ

2006年
- 女子高生 GIRL'S-HIGH
- スパイダーライダーズ 〜オラクルの勇者たち〜
- リングにかけろ1 -日米決戦編-
- 史上最強の弟子ケンイチ

2007年
- おおきく振りかぶって
- スパイダーライダーズ 〜よみがえる太陽〜
- 灼眼のシャナII（Second）
- 獣神演武 -HERO TALES-
- まめうしくん

2008年
- 全力ウサギ
- 絶対可憐チルドレン

2009年
- クロスゲーム
- Phantom 〜Requiem for the Phantom〜
- ハヤテのごとく!!（黒田洋介と共同）
- クイーンズブレイド 流浪の戦士

2010年
- おおかみかくし
- オオカミさんと七人の仲間たち
- リングにかけろ1 影道編

2011年
- 夢喰いメリー
- 緋弾のアリア
- リングにかけろ1 世界大会編
- 快盗天使ツインエンジェル〜キュンキュン☆ときめきパラダイス!!〜
- THE IDOLM@STER
- 灼眼のシャナIII（Final）

2012年
- キルミーベイベー
- クイーンズブレイド リベリオン

2013年
- 問題児たちが異世界から来るそうですよ?
- デート・ア・ライブ
- ビーストサーガ
- ふたりはミルキィホームズ

2014年
- デート・ア・ライブII
- 六畳間の侵略者!?

2015年
- 探偵歌劇 ミルキィホームズ TD
- ダンジョンに出会いを求めるのは間違っているだろうか

2016年
- ハンドレッド

2017年
- ソード・オラトリア ダンジョンに出会いを求めるのは間違っているだろうか外伝
- ツインエンジェルBREAK
- 僕の彼女がマジメ過ぎるしょびっちな件

2018年
- ラストピリオド -終わりなき螺旋の物語-

2019年
- デート・ア・ライブIII

2020年
- モンスター娘のお医者さん

2021年
- 死神坊ちゃんと黒メイド

2024年
- リンカイ!
- 嘆きの亡霊は引退したい
- ダンジョンに出会いを求めるのは間違っているだろうかV

### OVA
2006年
- 灼眼のシャナSP

2008年
- 絶対衝激 〜PLATONIC HEART〜

2009年
- 異世界の聖機師物語
- 灼眼のシャナS
- 貴方だけこんばんわ

2010年
- クイーンズブレイド 美しき闘士たち

2014年
- ノゾ×キミ

2016年
- 天地無用! 魍皇鬼（第4期）

2019年
- 天地無用! 魍皇鬼（第5期）

### ゲーム
- 2005年 極上生徒会

### 小説
- 2003年 真・天地無用! 魎皇鬼外伝 天地無用! GXP 1（梶島正樹と共同）

### その他
- 2006年 ハートマーク!（雑誌読者参加企画）